# SG Handball Vienne-Ouest
Le SG Handball Vienne-Ouest (en allemand : SG Handball West Wien) est un club de handball qui se situe à Vienne en Autriche.

## Palmarès
- Championnat d'Autriche  (6) : 1966, 1989, 1991, 1992, 1993, 2023
- Coupe d'Autriche (3) : 1991, 1992, 2024